# Inntal Autobahn
Die Inntal Autobahn A 12 ist eine 153 Kilometer
lange Autobahn im österreichischen Bundesland Tirol und Teil der Europastraßen E45 und E60.
Sie beginnt im Anschluss an die deutsche Bundesautobahn 93 an der deutsch-österreichischen Grenze bei Kiefersfelden/Kufstein und führt über Innsbruck, wo Anschluss zur Brenner Autobahn A 13 besteht, nach Zams, wo sie in die Arlberg Schnellstraße S16 übergeht. Dabei verläuft sie parallel zum Inn und führt durch das Luftsanierungsgebiet Inntal.

## Bedeutung
Die Strecke Kufstein–Innsbruck bildet zusammen mit der Brenner Autobahn sowie der deutschen A 93 und A 8 die Verkehrsachse von München über die Alpen nach Verona bzw. Modena. Darüber hinaus ist die A 12 Teil der wichtigsten österreichischen Ost-West-Achse, die zusammen mit der West Autobahn A1, dem Deutschen Eck und der Arlberg Schnellstraße Wien über Salzburg mit Tirol und Vorarlberg verbindet.

## Geschichte
Bereits 1939 gab es Pläne für eine Reichsautobahn durch das Inn- und Wipptal zum Brenner. Als Teil der Verbindung Berlin – Rom wurde die Strecke für den alpenquerenden Verkehr ohne Rücksicht auf die lokalen Bedürfnisse ausgelegt. Die geplante Trasse verlief nicht am Talboden, sondern auf den Mittelgebirgsterrassen, ohne Anbindung der Industriezentren um Wörgl und Innsbruck und ohne Anschluss ins Oberinntal. Mit dem Bau wurde allerdings nie begonnen.
Nach dem Zweiten Weltkrieg sah man in Tirol zunächst keinen Bedarf an einer Autobahn. Da der Verkehr über den Brenner in den 1950er Jahren aber stark zunahm, gab es ab 1957 neue Pläne für eine Autobahn. Sie verlief nun am Talboden des Inntals und parallel zur Tiroler Straße, wofür an mehreren Stellen der Inn verlegt werden musste. Im Herbst 1965 wurde der Bau der Abschnitte um Kufstein und von Innsbruck-Ost bis Volders begonnen. Der Ostast der Inntal Autobahn von Kufstein bis zum Knoten Innsbruck-Amras wurde in Etappen zwischen 1968 und 1972 eröffnet, die Anschlussstellen in Innsbruck in den 1970er Jahren. Als erstes Teilstück des Westastes wurde eine Fahrbahn von Innsbruck bis Zirl-Ost zu den Olympischen Winterspielen 1964 als rechtsufrige Bundesstraße zwischen Innsbruck und Zirl fertiggestellt, mit dem Rest wurde erst in den 1970er Jahren begonnen. 1980 ging die Autobahn bis Telfs, 1990 wurde mit dem Roppener Tunnel die letzte Lücke geschlossen.
Im Juli 1990 musste die Wildbichler Brücke für längere Zeit gesperrt werden, da ein Brückenpfeiler im Inn absackte. Während dieser Zeit musste der gesamte Autobahn- und Hauptstraßenverkehr durch die Kufsteiner Innenstadt umgeleitet werden, auch die Unterinntalbahn der ÖBB war zeitweise gesperrt.
Am 1. Mai 2001 kam es auf der A 12 bei Vomp zu einem schweren Busunglück. Ein Gelenkbus kam aufgrund von Spurrinnen ins Schleudern, kippte um, durchbrach die Mittelleitplanke und blieb quer zur Fahrbahn liegen. Acht Insassen kamen ums Leben, 51 wurden zum Teil schwer verletzt. Bei den schwierigen Bergungsarbeiten waren mehr als 330 Rettungskräfte im Einsatz. Beide Fahrtrichtungen waren mehrere Stunden gesperrt.
Im August 2005 wurde aufgrund eines extremen Hochwassers ein mehr als 30 Kilometer langes Teilstück der A 12 von der bayerisch-österreichischen Grenze bis Kramsach gesperrt, weil für die „Kufstein-Brücke“ bei Kufstein/Kiefersfelden ein Einsturz wegen Unterspülung befürchtet wurde. Nach einigen Tagen konnte diese Gefahr jedoch nicht bestätigt werden und die Sperre wurde wieder aufgehoben.
Die A 12 ist die erste Autobahn in Österreich, die mit Verkehrstelematik ausgerüstet wurde. Durch diese Überkopfanzeigen können je nach Bedarfsfall (Straßenzustand, Verkehrsaufkommen, Witterung usw.) verschiedenste Meldungen und Geschwindigkeitsbeschränkungen an die Verkehrsteilnehmer weitergegeben werden, z. B. die „Lufthunderter“ genannte 100 km/h-Beschränkung nach dem Immissionsschutzgesetz – Luft (IG-L), welche abschnittsweise gesteuert wird.

### Sektorales Fahrverbot
Durch LGBL 49/2009 wurde das Sektorale Fahrverbot erlassen. Es handelte sich um ein Verbot für den Schwertransport mit bestimmten Gütern zwischen Langkampfen und Zirl. Es war vom IG-L abgeleitet und sollte den Schwerverkehr einschränken, um dadurch die Luftqualität zu verbessern. Das Verbot scheiterte vor dem EuGH und wurde folglich mit dem LGBL 4/2012 aufgehoben.

### Abfahrverbot
2019 erließ die Tiroler Landesregierung für Reisende, die ein überregionales Ziel ansteuern, ein Verbot, zu bestimmten Zeiten während des Hauptreiseverkehrs an bestimmten Ausfahrten bei Kufstein sowie zwischen Hall und Zirl die Autobahn zu verlassen (Abfahrtssperre) und sperrte bestimmte Straßen für den Durchreiseverkehr. Ziel der Maßnahme ist, Verkehrsüberlastungen durch Ausweichverkehr im Falle von Staus zu vermeiden, die wiederholt die Versorgungssicherheit der Anrainergemeinden gefährdet haben.

### Verkehrsfreigaben
| Datum         | Autobahnabschnitt                                      | Länge (km) |
| ------------- | ------------------------------------------------------ | ---------- |
| 26. Juli 1968 | Staatsgrenze D/A – ASt Kufstein Süd                    | 5,696      |
| 5. Sep. 1968  | ASt Innsbruck Ost – Kn Innsbruck-Amras (A 13)          | 1,544      |
| 22. Dez. 1968 | Volders – ASt Innsbruck Ost                            | 9,294      |
| 16. Nov. 1969 | Weer – Volders                                         | 8,500      |
| 18. Sep. 1970 | HASt Jenbach - Weer                                    | 13,000     |
| 18. Dez. 1970 | ASt Wiesing – HASt Jenbach                             | 2,984      |
| 4. Aug. 1972  | ASt Kufstein Süd – ASt Wiesing                         | 33,782     |
| 26. Juni 1975 | Kn Innsbruck-Wilten (A 13) – ASt Innsbruck West        | 1,041      |
| 26. Juni 1975 | ASt Innsbruck West – ASt Zirl Ost (rechte RFB)         | 9,061      |
| 17. Dez. 1975 | ASt Innsbruck West – ASt Zirl Ost (linke RFB)          |            |
| 15. Nov. 1976 | ASt Zirl Ost – Dirschenbach                            | 5,780      |
| 17. Dez. 1977 | Kn Innsbruck-Amras (A 13) – Kn Innsbruck-Wilten (A 13) | 2,725      |
| 15. Dez. 1978 | Dirschenbach – Lengenberg (rechte RFB)                 | 6,200      |
| 12. Juli 1979 | Dirschenbach – Lengenberg (linke RFB)                  |            |
| 21. Juni 1980 | Lengenberg – ASt Telfs West                            | 4,723      |
| 5. Juli 1984  | HASt Schönwies – Kn Oberinntal                         | 4,180      |
| 5. Juli 1985  | ASt Telfs West – ASt Mötz                              | 8,700      |
| 20. Dez. 1985 | ASt Imst-Au – ASt Mils                                 | 3,318      |
| 1. Apr. 1986  | Kn Oberinntal – ASt Zams (S 16)                        | 1,100      |
| 1. Juli 1986  | ASt Mötz – ASt Ötztal                                  | 10,120     |
| 7. Nov. 1986  | ASt Ötztal – Roppen                                    | 2,960      |
| 4. März 1988  | ASt Mils – HASt Schönwies                              | 3,320      |
| 6. Juli 1990  | Roppen – ASt Imst-Au                                   | 7,472      |
| 24. Juni 2000 | Kn Oberinntal – ASt Fließ                              | 7,820      |

### Ausbau
Anfang Dezember 2006 wurde die umstrittene Anschlussstelle Innsbruck-Mitte eröffnet, sie ermöglicht den Dörfern des östlichen Mittelgebirges eine schnellere Anbindung an die Autobahn.
Am 17. Dezember 2010 wurden der zweiröhrige Betrieb des Roppener Tunnels und die Nordröhre der Einhausung Amras freigegeben, Anfang Dezember 2011 war auch die Südröhre fertiggestellt.
Derzeitige Ausbauvorhaben betreffen den fünf Kilometer langen Zubringer mit dem Tschirganttunnel zur Fernpassstrecke und einen teilweise dreispurigen Ausbau je Fahrtrichtung des stark belasteten Ostastes im Unterinntal. Beide Maßnahmen sind jedoch umstritten.

## Maut
Eine Ausnahme von der allgemeinen Mautpflicht auf Autobahnen bestand zwischen der Staatsgrenze und der Anschlussstelle Kufstein-Süd bis 30. November 2013. Ab 15. Dezember 2019 wird dieser Abschnitt wieder von der zeitabhängigen Mautpflicht ausgenommen.

## Kontrollstellen

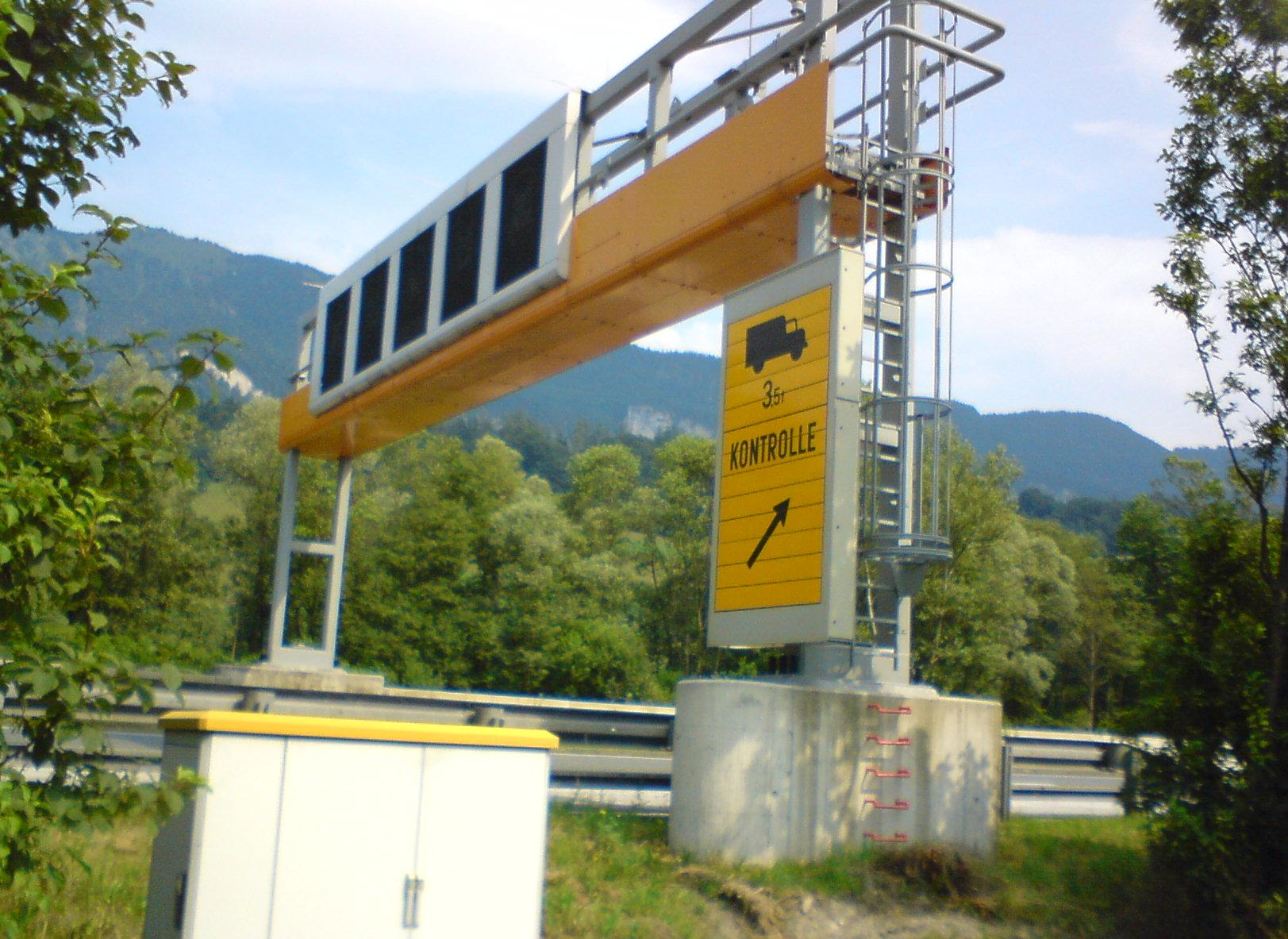
Verkehrsbeeinflussungsanlage (VBA) mit Ausleitung zur Kontrollstelle Radfeld

Im Jahr 2000 wurde als erste Kontrollstelle Österreichs die Kontrollstelle Kundl in Fahrtrichtung Innsbruck in Betrieb genommen. Sie war als Provisorium geplant, wurde jedoch ein Jahr später ausgebaut und 2011/12 erneut um 2,1 Mio. Euro ausgebaut. Die 11.000 Quadratmeter große Kontrollplatzfläche verfügt jetzt u. a. über ein modernes Verkehrsleitsystem. Messsystem und elektrische Einrichtungen sind auf dem Stand der Technik. Die modernen Ausleitsysteme mit fünf Überkopfwegweisern auf der Inntal Autobahn sorgen bei Aktivierung der Kontrollstelle durch die Polizei für eine frühzeitige Ankündigung der Ausleitung bestimmter Fahrzeugkategorien.
Aufgrund der positiven Auswirkungen auf die Verkehrssicherheit seit der Inbetriebnahme der ersten Kontrollstelle hat sich der Tiroler Landtag 2003 zur Umsetzung des Tiroler Kontrollstellenkonzeptes entschlossen und 2004 mit der ASFINAG einen Vertrag zur Errichtung der Kontrollstelle Radfeld abgeschlossen. Im August 2004 wurde mit dem Bau des 4,6 Mio. Euro teuren Projektes begonnen und im Frühjahr 2005 vollendet.
Am 25. April 2005 wurde die Kontrollstelle Radfeld eröffnet. Damit können beide Fahrtrichtungen der A 12 kontrolliert werden. Der Polizei steht als Dienststelle die Kontrollstelle Radfeld mit ihren Räumlichkeiten zur Verfügung.
Die Ausleitung von der A 12 auf die jeweilige Kontrollstelle wurde in die Verkehrsbeeinflussungsanlage integriert, eine automatische Stauerkennung ist ebenso möglich wie eine angepasste Geschwindigkeitsanzeige.
Zu den Aufgaben der Kontrollstellen gehören hauptsächlich die Kontrolle von Lkws und Bussen bezüglich der Einhaltung der zulässigen Höchstgewichte, der sozialrechtlichen und straßenrechtlichen Vorschriften, des technischen Zustands der Fahrzeuge und der richtigen Deklaration und Kennzeichnung von Gefahrguttransporten.
Bei Kontrollen des Schwerverkehrs aber auch des Personenverkehrs finden zusätzlich Alkoholkontrollen und Kontrollen der Sicherheitseinrichtungen (Gurtpflicht, Kindersicherung) statt.